# Half Dome
Le Half Dome (« Demi Dôme » en anglais) est un dôme granitique situé à l’extrémité est de la vallée de Yosemite, un des reliefs les plus célèbres de la vallée avec El Capitan. Le sommet se situe à plus de 1 440 mètres au-dessus du niveau de la vallée, à 2 693 mètres d'altitude.

## Toponymie
Les Amérindiens appelaient le Half Dome Tis-sa-ack, ce qui signifie « la roche fendue » dans leur langue.

## Géographie

### Géologie
Le Half Dome est un excellent exemple de dôme d'exfoliation. Il ne fut probablement jamais un dôme complet et rond. Quand le Half Dome s’est formé, il avait déjà des fractures dans le granite. L’eau s’infiltra dans les fractures et gela, cassant la roche. Des glaciers érodèrent la base du dôme. Finalement, environ 20 % du dôme fut emporté par le glacier Tenaya, laissant derrière lui une paroi presque verticale.

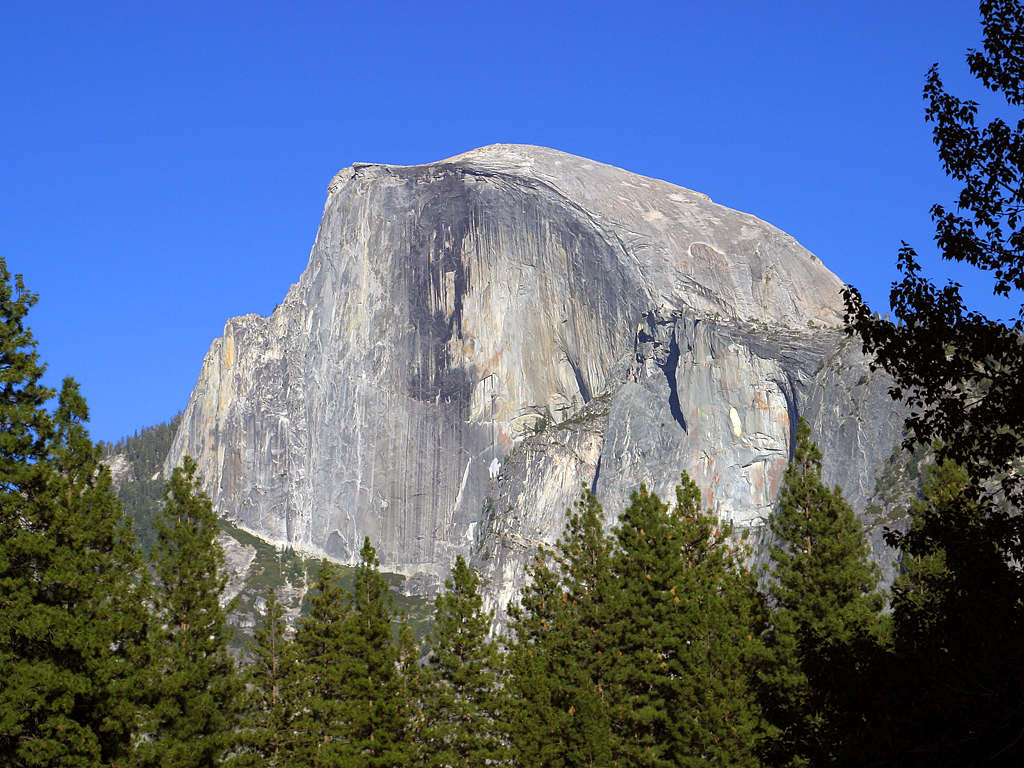
Half Dome depuis la vallée de Yosemite.
Le Half Dome vu de Glacier Point.
La même avec quelques arbres devant.

## Histoire
En 1971, il inspire la création du logo de la marque The North Face.

## Ascension

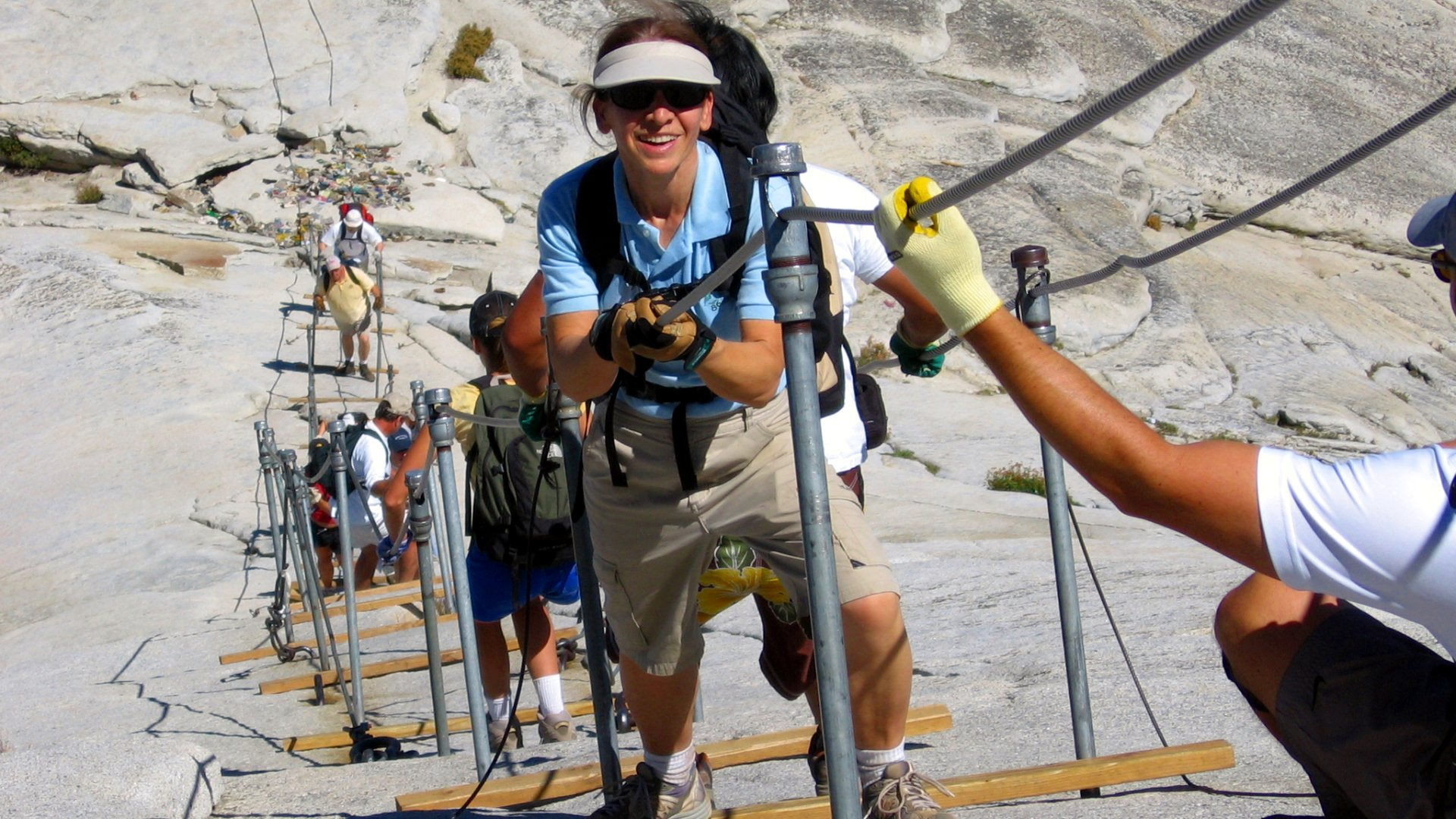
Les câbles utilisés pour l'ascension du Half Dome en randonnée.

Jusque dans les années 1870, les gens considéraient que le Half Dome ne pouvait être grimpé. De nos jours, des milliers de randonneurs atteignent le sommet chaque année par la « voie normale avec les câbles ». Un itinéraire qui part du fond de la vallée et fait 13,5 kilomètres (8,5 miles) pour 1 500 mètres de dénivelé positif, avec une difficulté de « randonnée alpine » (T4). Les derniers 200 mètres d'ascension sont une dalle très inclinée (30°) équipée de câbles métalliques (posés en 1919).
D’autre part, il existe une douzaine de voies d’escalade qui mènent de la vallée au sommet à travers la face verticale nord-ouest du Half Dome. D’autres itinéraires escaladent la paroi sur la face sud et la paroi ouest.  La première voie ouverte était la voie Regular Northwest Face (voie normale de la face nord-ouest), grimpée pour la première fois en 1957 par Royal Robbins, Mike Sherrick et Jerry Gallwas. Cette ascension dura 5 jours et fut la première voie de niveau VI aux États-Unis. Depuis, cette montagne fut l'hôte d'un autre grand exploit sportif. Le 6 septembre 2007, la jeune figure montante de l'escalade en solo, Alex Honnold, a grimpé le Regular Northwest Face (voie de plus de 700 mètres (23 longueurs de corde) cotée 5.12a) sans aucune protection en seulement 2 heures et 50 minutes.

## Randonnée
Il est possible de faire un aller-retour au sommet par un itinéraire de randonnée aménagé avec des marches et câbles dans sa partie terminale ; il est utilisé par les grimpeurs pour redescendre.